# 黄毛乌头
黄毛乌头（学名：Aconitum chrysotrichum）为毛茛科乌头属下的一个种。

## 扩展阅读
- 維基物種上的相關：黄毛乌头